# Tercera División de Venezuela 2016
La Temporada 2016 de la Tercera División de Venezuela comenzó el 12 de marzo de 2016 ,  con la participación de 41 equipos, y finalizó el 27 de noviembre.

## Sistema de competición
El formato de competencia varía respecto a las temporadas anteriores. La temporada se dividirá en 2 torneos, Apertura y Clausura, donde se disputarán 10 jornadas; ambos torneos se disputarán en un sistema de grupos. Los 41 equipos participantes, fueron distribuidos de la siguiente manera:
- 3 grupos de 8 equipos cada uno (Oriental, Occidental I y Occidental II), que a su vez, se subdividen en 2 grupos de 4 equipos por región (Oriental A y Oriental B, Occidental I-A y Occidental I-B, Occidental II-A y Occidental II-B). Habrán partidos InterGrupos entre los A y B de cada región. La suma de puntos en ambos torneos Apertura y Clausura otorgará líderes en cada grupo (Occidental I, Occidental II y Oriental), que clasificarán a la fase final.

- 2 grupos de 6 equipos (Central I y Centro-Occidental) y 1 grupo de 5 equipos (Central II). Los líderes de cada grupo, teniendo en cuenta la suma de puntos en ambos Torneos (Apertura y Clausura), avanzarán a la fase final.

- Los líderes de cada zona, y los 2 mejores segundos en general de la temporada (teniendo en consideración la suma de puntos en ambos torneos Apertura y Clausura) avanzarán a la fase final del torneo, la cual consta de 2 cuadrangulares de 4 equipos cada uno, donde los líderes de cada cuadrangular serán quienes asciendan a la Segunda División, y además disputarán la final absoluta de la temporada para definir al campeón absoluto de la categoría.

- Los 2 equipos que finalicen en las 2 últimas posiciones de la Tabla Acumulada, descenderán a los Torneos Estadales, organizados por las Asociaciones de Fútbol de cada Estado.

## Ascensos y descensos

### Intercambios entre la Segunda División y la Tercera División
| Pos | A la Segunda División de Venezuela 2016 |
| --- | --------------------------------------- |
| -   | Atlético Venezuela B                    |
| -   | Caracas FC "B"                          |
| -   | Casa D'Italia FC                        |
| -   | Deportivo La Guaira B                   |
| -   | Lala FC                                 |
| -   | Real Frontera Sport Club                |

| Pos | a la Tercera División Venezolana 2016 |
| --- | ------------------------------------- |
| -   | Fundación UDC                         |
| -   | Carabobo FC B                         |
| -   | Madeira Club Lara                     |
| -   | Atlético Guanare                      |
| -   | Politáchira FC                        |
| -   | Deportivo Táchira B                   |

### Intercambios entre el Adecuación 2015 y los Torneos Estadales
| Pos | del Torneo de Adecuación 2015        |
| --- | ------------------------------------ |
| -   | Yaddiel Sport FC                     |
| -   | Libertad Socialista FC               |
| -   | Deportivo Nueva Esparta              |
| -   | Hermandad Gallega FC                 |
| -   | Petare FC B                          |
| -   | Yaracuy FC (Antes Atlético Chivacoa) |
| -   | Yaritagua FC                         |
| -   | UD Lara                              |
| -   | FA San Camilo FC                     |
| -   | Lotería del Táchira FC               |
| -   | Zulia FC B                           |
| -   | Unión Lara SC                        |
| -   | Yaracuyanos FC B                     |
| -   | Junidense FC                         |
| -   | Pellicano FC                         |
| -   | Hermandad Gallega de Valencia        |
| -   | Minervén SC                          |
| -   | Deportivo Upata FC                   |

| Pos | a los Torneos Estadales  |
| --- | ------------------------ |
| -   | Atlético Turén           |
| -   | CA López Hernández       |
| -   | Fundación San Antonio SC |
| -   | UA Alto Apure            |
| -   | FC Academia Élite        |
| -   | Baruta FC                |

## Equipos participantes
| Club                    | Ciudad         | Estadio                   |
| ----------------------- | -------------- | ------------------------- |
| Minasoro FC             | El Callao      | Héctor Thomas             |
| Minervén SC             | El Callao      | Héctor Thomas             |
| Deportivo Upata         | Upata          | 17 de Mayo                |
| Yaddiel Sport FC        | Upata          | 17 de Mayo                |
| Libertad SFC            | El Tigre       | Centro Cultural Español   |
| Monagas SC B            | Maturín        | Estadio Alexander Bottini |
| Deportivo Nueva Esparta | Pampatar       | Ciudad Deportiva          |
| UDC Margarita CF        | Porlamar       | Cancha Alfredo Díaz       |
| Pellícano FC            | Maiquetía      | Brígido Iriarte           |
| Hermandad Gallega FC    | Caracas        | Valle Fresco              |
| Atlético Sucre CF       | Caracas        | Club Miranda              |
| Petare FC B             | Caracas        | Cocodrilos Sports Park    |
| Deportivo Anzoategui B  | Puerto La Cruz | José A. Anzoátegui        |
| Centro Hispano FC       | Maracay        | Joao Gervasio Matías      |
| Madeira Club Lara       | Cabudare       | Club Madeira              |
| Carabobo FC B           | Valencia       | Misael Delgado            |
| HG de Valencia          | Valencia       | Misael Delgado            |
| Yaracuy FC              | San Felipe     | Florentino Oropeza        |
| Yaritagua FC            | Yaritagua      | El Goajiro                |
| Atlético Guanare        | Guanare        | Rafael Calles Pinto       |
| Internacional Turén     | Turén          | Victor Julio Ramos        |
| UD Lara                 | Barquisimeto   | Farid Richa               |
| Unión Lara SC           | Barquisimeto   | Farid Richa               |
| Yaracuyanos FC B        | San Felipe     | Florentino Oropeza        |
| Próceres FC             | Barinas        | Los Pozones               |
| Politáchira FC          | Táriba         | 12 de Febrero             |
| Deportivo Táchira B     | San Cristóbal  | Complejo Deportivo UCAT   |
| FA San Camilo F.C       | El Nula        | El Nula                   |
| AD El Nula              | El Nula        | Pedro Regal Márquez       |
| Junidense FC            | Rubio          | Victor Maldonado          |
| Lotería del Táchira FC  | Rubio          | Victor Maldonado          |
| Ureña SC B              | Ureña          | Alfonso Rojas             |
| Independiente La Fría   | La Fría        | Humberto Laurano          |
| Atlético Mérida FC      | Mérida         | Metropolitano de Mérida   |
| Iutenses FC             | San Cristóbal  | Vega de Aza               |
| Deportivo Andes FC      | Mérida         | Guillermo Soto Rosa       |
| Atlético Los Andes      | Mérida         | Guillermo Soto Rosa       |
| Trujillanos FC B        | Valera         | José Alberto Pérez        |
| Zulia FC B              | Maracaibo      | José Encarnación Romero   |
| FD Talentos del Sur     | San Francisco  | Villa Bolivariana         |
| Perijaneros FC          | Machiques      | Mario Romero              |

## Torneo Apertura

### Grupo Oriental

#### Oriental A
|   | Equipo             | JJ | JG | JE | JP | GF | GC | PTS | DG  |
| - | ------------------ | -- | -- | -- | -- | -- | -- | --- | --- |
| 1 | Minasoro FC        | 10 | 7  | 1  | 2  | 23 | 11 | 22  | +12 |
| 2 | Minervén SC        | 10 | 6  | 3  | 1  | 25 | 6  | 21  | +19 |
| 3 | Yaddiel Sport FC   | 9  | 3  | 1  | 5  | 10 | 22 | 10  | -12 |
| 4 | Deportivo Upata FC | 9  | 2  | 2  | 5  | 8  | 13 | 8   | -5  |

| Primera Fase         | MNS | MNV | UPA | YSG |
| Minasoro FC          | --  |     |     |     |
| Minerven FC          |     | --  |     |     |
| Deportivo Upata      |     |     | --  |     |
| Yaddiel de Guasipati |     |     |     | --  |

#### Oriental B
|   | Equipo                  | JJ | JG | JE | JP | GF | GC | PTS | DG  |
| - | ----------------------- | -- | -- | -- | -- | -- | -- | --- | --- |
| 1 | UDC Margarita CF        | 10 | 6  | 2  | 2  | 18 | 11 | 20  | +7  |
| 2 | Monagas SC B            | 10 | 3  | 5  | 2  | 7  | 7  | 14  | 0   |
| 3 | Deportivo Nueva Esparta | 10 | 2  | 2  | 6  | 6  | 14 | 8   | -8  |
| 4 | Libertad SFC            | 10 | 0  | 4  | 5  | 5  | 18 | 4   | -13 |

| Primera Fase            | DNE | UDC | LBR | MON |
| Deportivo Nueva Esparta | --  |     |     |     |
| UDC Margarita CF        |     | --  |     |     |
| Libertad Socialista     |     |     | --  |     |
| Monagas SC              |     |     |     | --  |

### Grupo Occidental I

#### Occidental I-A
|   | Equipo            | JJ | JG | JE | JP | GF | GC | PTS | DG  |
| - | ----------------- | -- | -- | -- | -- | -- | -- | --- | --- |
| 1 | AD El Nula        | 10 | 5  | 3  | 2  | 18 | 12 | 18  | +6  |
| 2 | Deportivo Táchira | 10 | 5  | 1  | 4  | 11 | 11 | 16  | 0   |
| 3 | Politáchira FC    | 10 | 3  | 4  | 2  | 17 | 12 | 13  | +5  |
| 4 | FA San Camilo FC  | 10 | 0  | 1  | 9  | 7  | 34 | 1   | -27 |

| Primera Fase      | ADN | DTA | PTA | FSC |
| AD El Nula        | --  |     |     |     |
| Deportivo Táchira |     | --  |     |     |
| Politáchira FC    |     |     | --  |     |
| FA San Camilo FC  |     |     |     | --  |

#### Occidental I-B
|   | Equipo                 | JJ | JG | JE | JP | GF | GC | PTS | DG  |
| - | ---------------------- | -- | -- | -- | -- | -- | -- | --- | --- |
| 1 | Ureña SC B             | 10 | 7  | 2  | 1  | 26 | 9  | 23  | +17 |
| 2 | Junidense FC           | 10 | 6  | 2  | 2  | 19 | 11 | 20  | +8  |
| 3 | Independiente La Fría  | 10 | 3  | 2  | 5  | 14 | 18 | 11  | -4  |
| 4 | Lotería del Táchira FC | 10 | 2  | 3  | 5  | 17 | 22 | 9   | -5  |

| Primera Fase           | URE | JUN | ILF | LTA |
| Ureña SC B             | --  |     |     |     |
| Junidense FC           |     | --  |     |     |
| Independiente La Fría  |     |     | --  |     |
| Lotería del Táchira FC |     |     |     | --  |

### Grupo Occidental II

#### Occidental II-A
|   | Equipo              | JJ | JG | JE | JP | GF | GC | PTS | DG  |
| - | ------------------- | -- | -- | -- | -- | -- | -- | --- | --- |
| 1 | Zulia FC B          | 10 | 6  | 2  | 2  | 20 | 12 | 20  | +8  |
| 2 | Trujillanos FC B    | 10 | 6  | 1  | 3  | 21 | 11 | 19  | +10 |
| 3 | Perijaneros FC      | 10 | 5  | 2  | 3  | 12 | 8  | 17  | +4  |
| 4 | FD Talentos del Sur | 10 | 3  | 2  | 5  | 10 | 7  | 11  | +3  |

| Primera Fase     | ZUL | TRU | PER | TAL |
| Zulia FC B       | --  |     |     |     |
| Trujillanos FC B |     | --  |     |     |
| Perijaneros FC   |     |     | --  |     |
| Talentos del Sur |     |     |     | --  |

#### Occidental II-B
|   | Equipo                 | JJ | JG | JE | JP | GF | GC | PTS | DG  |
| - | ---------------------- | -- | -- | -- | -- | -- | -- | --- | --- |
| 1 | Atlético Los Andes (C) | 10 | 8  | 1  | 1  | 38 | 8  | 25  | +30 |
| 2 | Atlético Mérida FC     | 10 | 5  | 1  | 4  | 19 | 14 | 16  | +5  |
| 3 | Iutenses FC            | 10 | 1  | 1  | 8  | 4  | 37 | 4   | -33 |
| 4 | Deportivo Andes FC     | 10 | 1  | 0  | 8  | 8  | 36 | 3   | -34 |

| Primera Fase     | ZUL | TRU | PER | TAL |
| Zulia FC B       | --  |     |     |     |
| Trujillanos FC B |     | --  |     |     |
| Perijaneros FC   |     |     | --  |     |
| Talentos del Sur |     |     |     | --  |

### Grupo Centro Occidental
|   | Equipo              | JJ | JG | JE | JP | GF | GC | PTS | DG  |
| - | ------------------- | -- | -- | -- | -- | -- | -- | --- | --- |
| 1 | Atlético Guanare    | 10 | 7  | 3  | 0  | 25 | 5  | 24  | +20 |
| 2 | Internacional Turén | 10 | 6  | 0  | 4  | 16 | 11 | 18  | +5  |
| 3 | Yaracuyanos FC B    | 10 | 4  | 2  | 4  | 16 | 16 | 14  | 0   |
| 4 | Próceres FC         | 10 | 3  | 3  | 4  | 13 | 18 | 12  | -5  |
| 5 | UD Lara             | 10 | 2  | 2  | 6  | 9  | 14 | 8   | -5  |
| 6 | Unión Lara          | 10 | 1  | 4  | 5  | 7  | 22 | 7   | -15 |

| Primera Fase        | ATG | ITU | YAR | PRO | UDL | UNL |
| Atlético Guanare    | X   |     |     |     |     |     |
| Internacional Turén |     | X   |     |     |     |     |
| Yaracuyanos FC B    |     |     | X   |     |     |     |
| Próceres FC         |     |     |     | X   |     |     |
| UD Lara             |     |     |     |     | X   |     |
| Unión Lara          |     |     |     |     |     | X   |

### Grupo Central

#### Central I
|   | Equipo                 | JJ | JG | JE | JP | GF | GC | PTS | DG |
| - | ---------------------- | -- | -- | -- | -- | -- | -- | --- | -- |
| 1 | Centro Hispano FC      | 10 | 6  | 2  | 2  | 17 | 9  | 20  | +8 |
| 2 | Atlético Sucre CF      | 10 | 6  | 2  | 2  | 10 | 6  | 20  | +4 |
| 3 | Pellicano FC           | 10 | 5  | 1  | 4  | 14 | 16 | 16  | -2 |
| 4 | Deportivo Anzoategui B | 10 | 4  | 1  | 5  | 11 | 13 | 13  | -2 |
| 5 | Petare FC B            | 10 | 3  | 1  | 6  | 9  | 13 | 10  | -4 |
| 6 | Hermandad Gallega FC   | 10 | 2  | 1  | 7  | 14 | 18 | 7   | -4 |

| Primera Fase        | CHV | ATS | PEL | DPA | PET | HGC |
| Atlético Guanare    | X   |     |     |     |     |     |
| Internacional Turén |     | X   |     |     |     |     |
| Yaracuyanos FC B    |     |     | X   |     |     |     |
| Próceres FC         |     |     |     | X   |     |     |
| UD Lara             |     |     |     |     | X   |     |
| Unión Lara          |     |     |     |     |     | X   |

#### Central II
|   | Equipo            | JJ | JG | JE | JP | GF | GC | PTS | DG  |
| - | ----------------- | -- | -- | -- | -- | -- | -- | --- | --- |
| 1 | Yaracuy FC        | 8  | 6  | 2  | 0  | 15 | 7  | 20  | +8  |
| 2 | Madeira Club Lara | 8  | 6  | 1  | 1  | 22 | 8  | 19  | +14 |
| 3 | Carabobo FC B     | 8  | 4  | 2  | 4  | 9  | 15 | 14  | -6  |
| 4 | HG de Valencia    | 8  | 1  | 2  | 5  | 8  | 15 | 5   | -7  |
| 5 | Yaritagua FC      | 8  | 1  | 1  | 6  | 5  | 14 | 4   | -9  |

| Primera Fase          | TRN | EAR | SFR | HGV | POR |
| Atlético Turen        | X   |     |     |     |     |
| Estudiantes de Aragua |     | X   |     |     |     |
| FC San Fernando       |     |     | X   |     |     |
| HG de Valencia        |     |     |     | X   | SPS |
| Portuguesa FC B       |     |     |     |     | X   |

|  |                                                  |
|  | Parcialmente clasificados a Zona de permanencia. |

Datos actualizados al: 22 de julio de 2016 (Jornada 10) 

Pts = Puntos; PJ = Partidos jugados; G = Partidos ganados; E = Partidos empatados; P = Partidos perdidos; GF = Goles anotados; GC = Goles recibidos; Dif = Diferencia de goles

## Torneo Clausura
Dará inicio el día 7 de agosto del 2016.

### Otros Cambios
A pocas fechas de finalizar el Torneo Apertura, los equipos Deportivo Upata FC y Yaddiel Sport FC desistieron de seguir en competencia. Luego, los equipos Unión Lara SC y Yaracuyanos FC B también se dieron de baja, y pocos días antes del inicio del Clausura, tanto Lotería del Táchira FC como Libertad Socialista FC desistieron de seguir participando en la temporada.
Las 6 bajas producidas entre el Final del Apertura y el comienzo del Clausura, derivaron en una serie de cambios, los cuales fueron:
- Grupo Occidental I: Tras la baja de Lotería del Táchira FC, el Grupo Occidental I, que antes estaba sub-dividido en "A" y "B", pasó a jugarse de manera unificada en un solo grupo de 7 participantes, disputando 14 jornadas en el Clausura.

- Grupo Centro - Occidental: Con las bajas de Unión Lara SC y Yaracuyanos FC B, el grupo Centro - Occidental quedó con 4 conjuntos solamente, disputando 9 jornadas en el Clausura.

- Grupo Oriental: Con las deserciones o bajas de Deportivo Upata FC, Yaddiel Sport FC y Libertad Socialista FC el Grupo Oriental, que antes estaba sub-dividido en "A" y "B", pasó a jugarse de manera unificada en un solo grupo de 5 participantes, disputando 8 jornadas en el Clausura.

Debido a que los 6 grupos de competencia no tendrían la misma cantidad de partidos disputados al finalizar la temporada (con lo explicado anteriormente), los 2 mejores segundos se determinarán dividiendo la cantidad de puntos obtenidos entre los partidos disputados, teniendo en consideración la suma de puntos en ambos torneos Apertura y Clausura.

### Grupo Oriental
|   | Equipo                  | JJ | JG | JE | JP | GF | GC | PTS | DG  |
| - | ----------------------- | -- | -- | -- | -- | -- | -- | --- | --- |
| 1 | Minasoro FC             | 8  | 7  | 0  | 1  | 13 | 01 | 21  | +12 |
| 2 | Monagas SC B            | 8  | 4  | 1  | 3  | 16 | 14 | 13  | +2  |
| 3 | Minervén SC             | 8  | 4  | 0  | 4  | 13 | 15 | 12  | -2  |
| 4 | Deportivo Nueva Esparta | 8  | 2  | 1  | 5  | 07 | 12 | 7   | -5  |
| 5 | UDC Margarita CF        | 8  | 1  | 2  | 5  | 05 | 12 | 5   | -7  |

| Primera Fase            | DNE | MNS | MNV | MON | UDC |
| Deportivo Nueva Esparta | X   | --  | 0-2 | --  | 1-1 |
| Minasoro FC             | 2-0 | X   |     | 2-0 | --  |
| Minervén SC             | 3-2 | 0-2 | X   | 2-4 | 3-1 |
| Monagas SC              | 2-1 | 0-3 | 4-2 | X   | 4-1 |
| UDC Margarita           |     | 0-1 | 0-1 | --  | X   |

### Grupo Occidental I
|   | Equipo                | JJ | JG | JE | JP | GF | GC | PTS | DG  |
| - | --------------------- | -- | -- | -- | -- | -- | -- | --- | --- |
| 1 | Independiente La Fría | 12 | 8  | 0  | 4  | 13 | 10 | 24  | +3  |
| 2 | Junidense FC          | 12 | 6  | 4  | 2  | 22 | 11 | 22  | +11 |
| 3 | Ureña SC B            | 12 | 7  | 1  | 4  | 21 | 12 | 22  | +9  |
| 4 | AD El Nula            | 12 | 6  | 1  | 5  | 21 | 17 | 19  | +4  |
| 5 | Deportivo Táchira B   | 12 | 4  | 2  | 6  | 19 | 21 | 14  | -2  |
| 6 | Politáchira FC        | 12 | 4  | 2  | 6  | 13 | 15 | 14  | -2  |
| 7 | FA San Camilo FC      | 12 | 1  | 2  | 9  | 9  | 32 | 5   | -23 |

| Primera Fase          | DEN | TAC | SCA | IFR | JUN | PTA | URE |
| AD El Nula            | X   |     |     |     | 0-1 | 1-0 |     |
| Deportivo Táchira B   | 2-4 | X   | 1-1 | 0-2 |     | 1-2 | 2-1 |
| FA San Camilo FC      |     | 2-4 | X   |     | 1-3 | 1-1 |     |
| Independiente La Fría | 2-1 | 1-0 |     | X   | 2-0 | 2-0 | 0-1 |
| Junidense FC          | 1-1 |     |     | 3-0 | X   |     | 3-0 |
| Politáchira FC        |     | 0-3 | 5-0 | 0-1 |     | X   |     |
| Ureña SC B            | 2-5 |     | 4-0 | 3-0 | 0-0 |     | X   |

### Grupo Occidental II

#### Occidental II-A
|   | Equipo              | JJ | JG | JE | JP | GF | GC | PTS | DG  |
| - | ------------------- | -- | -- | -- | -- | -- | -- | --- | --- |
| 1 | Perijaneros FC      | 10 | 5  | 4  | 1  | 22 | 9  | 19  | +13 |
| 2 | Trujillanos FC B    | 10 | 5  | 2  | 3  | 18 | 16 | 17  | +2  |
| 3 | Zulia FC B          | 10 | 3  | 3  | 4  | 21 | 19 | 12  | +2  |
| 4 | FD Talentos del Sur | 10 | 3  | 3  | 4  | 13 | 14 | 12  | -1  |

| Primera Fase     | ZUL | TRU | PER | TAL |
| Zulia FC B       | --  |     |     |     |
| Trujillanos FC B |     | --  |     |     |
| Perijaneros FC   |     |     | --  |     |
| Talentos del Sur |     |     |     | --  |

#### Occidental II-B
|   | Equipo                 | JJ | JG | JE | JP | GF | GC | PTS | DG  |
| - | ---------------------- | -- | -- | -- | -- | -- | -- | --- | --- |
| 1 | Atlético Los Andes (C) | 10 | 8  | 1  | 1  | 25 | 9  | 25  | +16 |
| 2 | Deportivo Andes FC     | 10 | 5  | 2  | 3  | 14 | 16 | 17  | -2  |
| 3 | Atlético Mérida FC     | 10 | 3  | 1  | 6  | 13 | 15 | 10  | -2  |
| 4 | Iutenses FC            | 10 | 0  | 0  | 10 | 3  | 32 | 0   | -29 |

| Primera Fase     | ZUL | TRU | PER | TAL |
| Zulia FC B       | --  |     |     |     |
| Trujillanos FC B |     | --  |     |     |
| Perijaneros FC   |     |     | --  |     |
| Talentos del Sur |     |     |     | --  |

### Grupo Centro Occidental
|   | Equipo              | JJ | JG | JE | JP | GF | GC | PTS | DG  |
| - | ------------------- | -- | -- | -- | -- | -- | -- | --- | --- |
| 1 | Atlético Guanare    | 9  | 6  | 2  | 1  | 24 | 12 | 20  | +12 |
| 2 | Internacional Turén | 9  | 5  | 1  | 3  | 20 | 13 | 16  | +7  |
| 3 | Próceres FC         | 9  | 4  | 1  | 4  | 15 | 18 | 13  | -3  |
| 4 | UD Lara             | 9  | 1  | 1  | 7  | 9  | 24 | 4   | -15 |

| Primera Fase     | ZUL | TRU | PER | TAL |
| Zulia FC B       | --  |     |     |     |
| Trujillanos FC B |     | --  |     |     |
| Perijaneros FC   |     |     | --  |     |
| Talentos del Sur |     |     |     | --  |

### Grupo Central

#### Central I
|   | Equipo               | JJ | JG | JE | JP | GF | GC | PTS | DG  |
| - | -------------------- | -- | -- | -- | -- | -- | -- | --- | --- |
| 1 | Petare FC B          | 10 | 8  | 1  | 1  | 21 | 6  | 25  | +16 |
| 2 | Deportivo Anzoategui | 10 | 5  | 2  | 3  | 12 | 7  | 17  | +4  |
| 3 | Centro Hispano FC    | 10 | 4  | 3  | 3  | 20 | 15 | 15  | +5  |
| 4 | Atlético Sucre CF    | 10 | 3  | 3  | 4  | 11 | 12 | 12  | -1  |
| 5 | Hermandad Gallega FC | 10 | 3  | 2  | 5  | 6  | 12 | 11  | -6  |
| 6 | Pellicano FC         | 10 | 1  | 1  | 8  | 7  | 25 | 4   | -18 |

| Primera Fase        | CHV | ATS | PEL | DPA | PET | HGC |
| Atlético Guanare    | X   |     |     |     |     |     |
| Internacional Turén |     | X   |     |     |     |     |
| Yaracuyanos FC B    |     |     | X   |     |     |     |
| Próceres FC         |     |     |     | X   |     |     |
| UD Lara             |     |     |     |     | X   |     |
| Unión Lara          |     |     |     |     |     | X   |

#### Central II
|   | Equipo            | JJ | JG | JE | JP | GF | GC | PTS | DG  |
| - | ----------------- | -- | -- | -- | -- | -- | -- | --- | --- |
| 1 | Yaracuy FC        | 8  | 5  | 1  | 2  | 22 | 11 | 16  | +11 |
| 2 | Madeira Club Lara | 8  | 5  | 1  | 2  | 17 | 9  | 16  | +8  |
| 3 | HG de Valencia    | 8  | 4  | 2  | 2  | 13 | 11 | 14  | +2  |
| 3 | Carabobo FC B     | 8  | 2  | 3  | 3  | 8  | 9  | 9   | -1  |
| 5 | Yaritagua FC      | 8  | 0  | 1  | 7  | 6  | 25 | 1   | -19 |

| Primera Fase          | TRN | EAR | SFR | HGV | POR |
| Atlético Turen        | X   |     |     |     |     |
| Estudiantes de Aragua |     | X   |     |     |     |
| FC San Fernando       |     |     | X   |     |     |
| HG de Valencia        |     |     |     | X   | SPS |
| Portuguesa FC B       |     |     |     |     | X   |

|  |                                                                      |
|  | Avanza al Cuadrangular Final de Tercera División de Venezolana 2016. |

Datos actualizados al: 7 de octubre de 2016 (Jornada 10)
Pts = Puntos; PJ = Partidos jugados; G = Partidos ganados; E = Partidos empatados; P = Partidos perdidos; GF = Goles anotados; GC = Goles recibidos; Dif = Diferencia de goles

## Liguilla
La Liguilla se jugará cuando finalicen los dos Torneos, donde clasifican los primeros lugares de cada grupo y los 2 mejores segundos, teniendo en consideración la suma de puntos en ambos Torneos Apertura y Clausura.

### Cuadrangular A
|   | Equipo               | JJ | JG | JE | JP | GF | GC | PTS | DG |
| - | -------------------- | -- | -- | -- | -- | -- | -- | --- | -- |
| 1 | Yaracuy FC           | 6  | 5  | 0  | 1  | 14 | 6  | 13  | +8 |
| 2 | Minasoro Fútbol Club | 6  | 4  | 0  | 2  | 12 | 12 | 12  | 0  |
| 4 | CHV Aragua           | 6  | 1  | 1  | 4  | 6  | 7  | 4   | -3 |
| 3 | Madeira Club Lara    | 6  | 2  | 0  | 4  | 8  | 13 | 6   | -5 |

### Cuadrangular B
|   | Equipo             | JJ | JG | JE | JP | GF | GC | PTS | DG |
| - | ------------------ | -- | -- | -- | -- | -- | -- | --- | -- |
| 1 | Ureña SC B         | 6  | 3  | 2  | 1  | 9  | 8  | 11  | +1 |
| 2 | Atlético Guanare   | 6  | 3  | 1  | 2  | 13 | 8  | 10  | +5 |
| 3 | Atlético Los Andes | 6  | 2  | 1  | 3  | 12 | 15 | 7   | -3 |
| 4 | Junidense FC       | 6  | 1  | 2  | 3  | 12 | 15 | 5   | -3 |

|  |                                                                                             |
|  | Clasifica a la final y no puedo ascender porque el primer equipo bajo a la segunda división |
|  | Asciende a Segunda División de Venezuela 2017.                                              |

## Final absoluta
| 20 de noviembre de 2016, 15:30 | Yaracuy FC | 2:0 (0:0) | Ureña SC B | Florentino Oropeza, San Felipe, Yaracuy |  |
|                                |            |           |            | Árbitro(s): Elvis Caldera               |  |

| 27 de noviembre de 2016, 15:30 | Ureña SC B | 1:0 (1:0) | Yaracuy FC | Alfonso Rojas, Ureña, Táchira |  |
|                                |            |           |            | Árbitro(s): Yohendris Correa  |  |

| Campeón                                                     |
| Yaracuy FC Asciende a la Segunda División de Venezuela 2017 |